# Los Indios
Los Indios è un comune (town) degli Stati Uniti d'America della contea di Cameron nello Stato del Texas. La popolazione era di 1 083 abitanti al censimento del 2010. È inclusa come parte delle aree metropolitane di Brownsville-Harlingen-Raymondville e Matamoros-Brownsville. Il Free Trade International Bridge collega Los Indios con la città messicana di Matamoros, Tamaulipas.

## Geografia fisica
Los Indios è situata a 26°02′59″N 97°44′25″W (26.049729, -97.740140).
Secondo lo United States Census Bureau, ha un'area totale di 1,7 miglia quadrate (4,4 km²).

## Storia
Los Indios ha avuto il suo inizio nel 1913 con la costruzione della San Benito and Rio Grande Valley Railway attraverso tale territorio.

## Società

### Evoluzione demografica
Secondo il censimento del 2010, c'erano 1 083 abitanti.

### Etnie e minoranze straniere
Secondo il censimento del 2010, la composizione etnica della città era formata dal 93,07% di bianchi, lo 0% di afroamericani, lo 0% di nativi americani, lo 0% di asiatici, lo 0% di oceanici, il 6,46% di altre razze, e lo 0,46% di due o più etnie. Ispanici o latinos di qualunque razza erano il 95,48% della popolazione.